# Cambessedesia cambessedesioides
Cambessedesia cambessedesioides är en tvåhjärtbladig växtart som först beskrevs av John Julius Wurdack, och fick sitt nu gällande namn av Angela Borges Martins. Cambessedesia cambessedesioides ingår i släktet Cambessedesia och familjen Melastomataceae. Inga underarter finns listade i Catalogue of Life.